# Courménil
Courménil est une ancienne commune française, située dans le département de l'Orne en région Normandie, devenue le 1er janvier 2017 une commune déléguée au sein de la commune nouvelle de Gouffern en Auge.
Courménil est peuplée de 119 habitants.

## Géographie
La commune est au sud du pays d'Auge. Son bourg est à 6 km à l'est d'Exmes et à 6,5 km à l'ouest de Gacé.
| Avernes-sous-Exmes | Ménil-Hubert-en-Exmes | Ménil-Hubert-en-Exmes, Croisilles |
| Exmes              | Courménil             | Croisilles                        |
| Ginai              | Ginai                 | Croisilles                        |

## Toponymie
Ce toponyme semble composé de deux éléments à peu près de même signification,,. L'ancien français mesnil désignait une « ferme », un « domaine rural », ce qui pouvait aussi être le cas de court, avec quelques nuances selon les époques.
Le gentilé est Courménilien.

## Histoire
En 1822, Courménil (275 habitants en 1821) absorbe Malnoyer (135 habitants) au sud-ouest de son territoire.

## Politique et administration
| Période                                  | Période               | Identité                    | Étiquette | Qualité            |
| ---------------------------------------- | --------------------- | --------------------------- | --------- | ------------------ |
| Les données manquantes sont à compléter. |                       |                             |           |                    |
| mai 1953                                 | mars 1989             | Roger Touzé                 |           |                    |
| mars 1989                                | décembre 2007 (décès) | Michel Feuillet (1932-2007) | SE        | Retraité           |
| mars 2008                                | décembre 2016         | Hubert Honoré               | SE        | Éleveur de chevaux |

Le conseil municipal était composé de onze membres dont le maire et deux adjoints.

## Démographie
L'évolution du nombre d'habitants est connue à travers les recensements de la population effectués dans la commune depuis 1793. À partir du 1er janvier 2009, les populations légales des communes sont publiées annuellement dans le cadre d'un recensement qui repose désormais sur une collecte d'information annuelle, concernant successivement tous les territoires communaux au cours d'une période de cinq ans. 
Pour les communes de moins de 10 000 habitants, une enquête de recensement portant sur toute la population est réalisée tous les cinq ans, les populations légales des années intermédiaires étant quant à elles estimées par interpolation ou extrapolation. Pour la commune, le premier recensement exhaustif entrant dans le cadre du nouveau dispositif a été réalisé en 2006,.
En 2021, la commune comptait 119 habitants, en évolution de −3,25 % par rapport à 2015 (Orne : −1,53 %, France hors Mayotte : +2,49 %).
Courménil a compté jusqu'à 492 habitants en 1836, mais les communes de Courménil et Malnoyer, fusionnées en 1822, totalisaient 516 habitants lors du premier recensement républicain, en 1793.
| 1793 | 1800 | 1806 | 1821 | 1836 | 1841 | 1846 | 1851 | 1856 |
| ---- | ---- | ---- | ---- | ---- | ---- | ---- | ---- | ---- |
| 404  | 295  | 357  | 275  | 492  | 461  | 409  | 369  | 395  |

| 1861 | 1866 | 1872 | 1876 | 1881 | 1886 | 1891 | 1896 | 1901 |
| ---- | ---- | ---- | ---- | ---- | ---- | ---- | ---- | ---- |
| 400  | 381  | 350  | 330  | 343  | 326  | 301  | 266  | 264  |

| 1906 | 1911 | 1921 | 1926 | 1931 | 1936 | 1946 | 1954 | 1962 |
| ---- | ---- | ---- | ---- | ---- | ---- | ---- | ---- | ---- |
| 262  | 258  | 229  | 222  | 245  | 215  | 219  | 203  | 192  |

| 1968 | 1975 | 1982 | 1990 | 1999 | 2006 | 2011 | 2016 | 2020 |
| ---- | ---- | ---- | ---- | ---- | ---- | ---- | ---- | ---- |
| 171  | 130  | 112  | 107  | 100  | 122  | 123  | 122  | 120  |

## Lieux et monuments
- Château de Courménil du XVIIIe siècle, inscrit au titre des monuments historiques[14].
- Église Notre-Dame du XVIe siècle. Des retables du XVIIIe et une Vierge à l'Enfant du XIVe sont classés au titre objet[15].
- Source de la Dives.
- Vestiges d'une motte féodale près de l'église[16].
- Un camp romain est signalé[16].